# Бинач
Бинач (алб. Binçë или Binça) је насеље у општини Витина на Косову и Метохији. Атар насеља се налази на територији катастарске општине Бинач површине 1.236 ha. Село Бинач код Витине се први пут помиње 1019. године, у повељи византијског цара Василија II. Претпоставља се да је у то време седиште епископије био манастир Св. архангела Михаила и Гаврила, познат као манастир Бинач. Последњег духовника овог манастира су 1867. године заклали Албанци у његовој манастирској ћелији, а манастирску земљу су присвојили. Данашњи манастирски комплекс има цркву скромних димензија, конаке и звонару. Очуван је млађи слој живописа из 16. века, а од вредних предмета једна кадионица из 14. века. У манастиру бораве 2 или 3 монахиње. У селу и околини се налазе остаци цркава Св. Петке, Св. Стефана и Св. Николе.

## Порекло становништва по родовима
Подаци из 1929. године:
Српски родови:
- Мирчевићи (7 кућа, Св. Јован), досељени у првој половини XVIII века из Качаника.
- Шорлићи (13 кућа.), Ђурићи (8 кућа.), Илићи (9 кућа.) и Милкићи (10 кућа.), сви славе Св. Николу; досељени из Бреста код Скопља), одмах после Мирчевића.
- Цајкићи (1 кућа.) и Мирановићи (1 кућа.), досељени заједно са горњим родовима из Бреста. За Цајкиће и Мирановиће која су у Бресту били један род вели се, да су старином из Бинача, из овог села, и да је нека њихова баба, која је издала град Турцима, из њиховог рода. Због тога се држи да су они проклети те никако не могу да имају више од две куће.
- Нишићи (1 k., Св. Ђорђе), пресељени из Ђелекара око 1780. године, због албанског зулума.
- Дафинићи (3 k., Св. Петка), досељени око 1830. године из Жегре као момци.
- Мулић (1 k.), пресељени из Ранилуга у Гњилану око 1860. године, а 1913. године досељен у Бинач као бакалин и механџија.

Родови Хрвата католика:
- Лукићи (4 k.), Балабан (3 k.), славе Св. Николу и Св. Франциска, пресељени из Врнавокола 1895. год. Издају се за фис Гаш.
- Шашарци (3 k., Велика Госпођа), пресељени из Шашара око 1860. год. Издају се за фис Бериш. Старином из Босне.

Родови Албанаца католика:
- Додићи (4 k.), Симоновићи (2 k.), Нујић (4 k.) и Куртовићи (5 k.), сви од фиса Соп. Досељени око 1750. године из Малесије у Албанији као католици, потом прешли у ислам, али га привидно исповедовали. Пред крај прве половине 19. века су се испоњили за католике и били интернирани као ови из Стубле. Из привидног ислама су остала и презимена родова Нујића и Куртовића.

Род Албанаца муслимана:
- Шушкови (7 k.), од фиса Бериш. Пресељени из Корбулића око 1830. год. Стариңом из Албаније.

Род Рома муслимана:
- Брајини (3 k.); као ковачи сељакају се по селима Горње Мораве.

## Демографија
Насеље има мешовит етнички састав.
Број становника на пописима:
- попис становништва 1948. године: 742
- попис становништва 1953. године: 828
- попис становништва 1961. године: 914
- попис становништва 1971. године: 1.086
- попис становништва 1981. године: 1.223
- попис становништва 1991. године: 1.300